# 藤井和亮
藤井 和亮（ふじい かずすけ、1928年 - ）は、日本の画家。

## 人物・略歴
茨城県出身の洋画家、鈴木良三に師事。一水会会員。日本の伝統建築で年々なくなりつつある蔵（土蔵）を取材し描き続け、日展や一水会展に出品、入賞多数。
- 1979年　テレビNHKで「土蔵を描く画家」に出演。
- 1999年　日伊現代展で、大賞を受賞。
- 2000年　イタリア大聖年記念展で、芸術大賞を受賞。
- 2003年　パリ・ルーブル展で、グランプリ受賞。
- 2005年　文化の振興に寄与されたとして茨城県知事より表彰。
- 2007年　6回目の個展を開く。